# Иона II (архиепископ Рязанский)

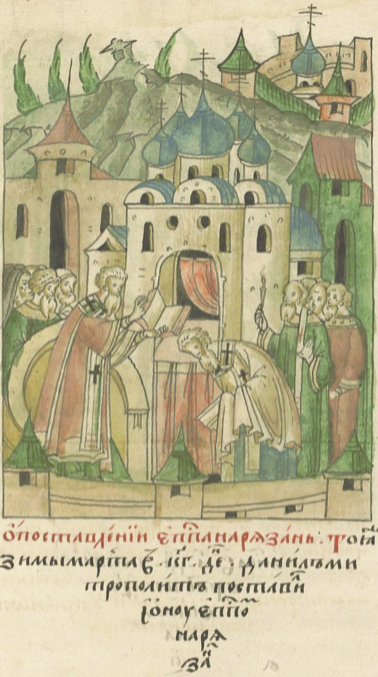
Митрополит Даниил посвящает Иону II в епископы рязанские

Епи́скоп Ио́на II (ум. нач. 1548) — епископ Русской православной церкви, епископ Рязанский и Муромский.

## Биография
Был уроженцем Владимира или его округи. В последней четверти XV века поступил послушником в небольшой домовый митрополичий Никольский Волосов монастырь. В те годы обитель ещё не являлась социальным «магнитом», притягивающим к себе постриженников издалека. Как правило, в таких монастырях принимали постриг жители ближней и дальней округи чаще всего сравнительно невысокого статуса. Принял монашество в этом монастыре и не позднее 1511 года он стал его игуменом.
По воле митрополита Варлаама в 1511 году переехал в Москву. За несколько лет пребывания в Москве он установил контакты с влиятельными духовными и светскими лицами, в числе которых была и Соломония Сабурова.
К 1516/1517 году три ключевых монастыря Новгорода — Юрьев, Антоньев и Спасо-Хутынский — остались без настоятелей, что было связано с устранением с кафедры архиепископа Новгородского Серапиона. Братия этих обителей отправила послов к Василию III с просьбой поставить настоятелей. После чудесного явления Варлаама Хутынского во сне великому князю просьба иноков была удовлетворена: из столицы в Спасо-Хутынский монастырь прибыл Никифор, в Антоньев — Геронтий, в Юрьев — Иона. В условиях отсутствия архиерея возглавивший главный монастырь епархии Иона, по сути, стал первым лицом в новгородской церковной
иерархии. Едва став юрьевским архимандритом, Иона инициировал весьма затратное строительство каменного храма в Волосовом монастыре, отношения с которым он не порывал до конца своих дней.
Можно предполагать, что его деятельностью в Новгороде столичные власти были удовлетворены. Иона был направлен в другой — в этот период, пожалуй, даже более «проблемный» для них — город. 23 марта 1522 года состоялось поставление Ионы на Рязанскую кафедру; хиротонию возглавил митрополит Даниил. Это произошло в исключительно важный момент — почти сразу после окончательного присоединения Рязанской земли летом 1521 года. Земле, расположенной на стыке территории Великого княжества Московского, Великого княжества Литовского и осколков Золотой Орды (сначала Большой Орды, а затем Крымского ханства), русские государи и митрополиты уделяли особое внимание.
После поставления на Рязанскую кафедру Иона по меньшей мере сохранил свое влияние в столице. Будучи архиереем и, соответственно, являясь «постоянным членом» Освященного собора, он неоднократно навещал столицу — гораздо чаще, нежели архиереи более отдаленных епархий (в частности, Новгородской) — для участия в работе главного органа церковного управления. Присутствовал на Соборах 1525 и 1531 годов, созываемых митрополитом Даниилом. Эти Соборы через длительные споры и полемику осудили Максима Грека.
Новый митрополит Макарий в феврале 1547 года проводит Собор, причисливший к лику святых (канонизировавший) 14 просиявших на Руси чудотворцев: 5 чтимых повсеместно и 9 местночтимых. Собору предшествовал огромный труд Макария и епископов, в том числе и Ионы II, по сбору материалов и доказательств, прав на канонизацию представленных святых.
При Ионе II епископская кафедра из «владычной слободы» от Борисо-Глебского собора переводится в кремль. Старый Успенский (Христорождественский) собор становится кафедральным, а Борисо-Глебский храм — приходским. В кремле, на бывшем княжеском дворе, построены каменные палаты и церковь Усекновение главы Иоанна Предтечи.
Обращался епископ Рязанский к царю Ивану Грозному с просьбой о помощи: «В большой и малой Мещере многие церкви от татарской войны запустели».
Скончался в начале 1548 года и похоронен в Архангельском соборе Рязанского кремля.